# Johannes Maria Verweyen
Johannes Maria Verweyen (* 11. Mai 1883 in Till, heute Bedburg-Hau; † 21. März 1945 im KZ Bergen-Belsen) war ein deutscher Dichter, Philosoph, zeitweiliger Freimaurer und Theosoph sowie Widerstandskämpfer gegen den Nationalsozialismus.

## Leben
Verweyen, auf einem Bauernhof in Till aufgewachsen, besuchte die dortige Grundschule und anschließend das Königliche Gymnasium zu Kleve, dann einige Jahre das Collegium Augustinianum Gaesdonck bei Goch und zuletzt das Hohenzollern-Gymnasium in Düsseldorf, wo er 1902 sein Abitur ablegte. Danach studierte er Philosophie, Psychologie, Natur- und Kulturwissenschaften an den Universitäten Freiburg im Breisgau, Leipzig, Berlin, Straßburg und Bonn – dort u. a. bei dem bedeutenden Philosophen Adolf Dyroff.
1905 wurde Verweyen an der Universität Bonn in Philosophie promoviert; 1908 erfolgte seine Habilitation und 1918, nachdem er einige Jahre als Privatdozent gelehrt hatte, seine Ernennung zum außerordentlichen Professor. Seine Vorlesungen brachten Rekordbesuche, wie beispielsweise gezählte 550 Besucher zu seiner Vorlesung über „Willensfreiheit“. Zeitweise Anhänger der Freimaurerei und des Monismus, wurde er 1927 Mitglied der Theosophischen Gesellschaft Adyar (Adyar-TG) und 1928 Generalsekretär der Deutschen Sektion. Im selben Jahr weihte ihn James Ingall Wedgwood zum Priester der Liberalkatholischen Kirche (LKK). Im Mai 1935 hatte Verweyen in Rom ein Erweckungserlebnis während der Heiligsprechung von Thomas Morus und John Fisher, der er beiwohnte, sodass er sich am 2. Februar 1936 wieder zum römisch-katholischen Glauben bekannte, obwohl die katholische Kirche zu dieser Zeit bereits den Verfolgungen und dem Druck des nationalsozialistischen Regimes ausgesetzt war. Im Bonner Kirchenblatt bedauerte er öffentlich „seinen Austritt aus der katholischen Kirche als den größten Irrtum seines Lebens“.

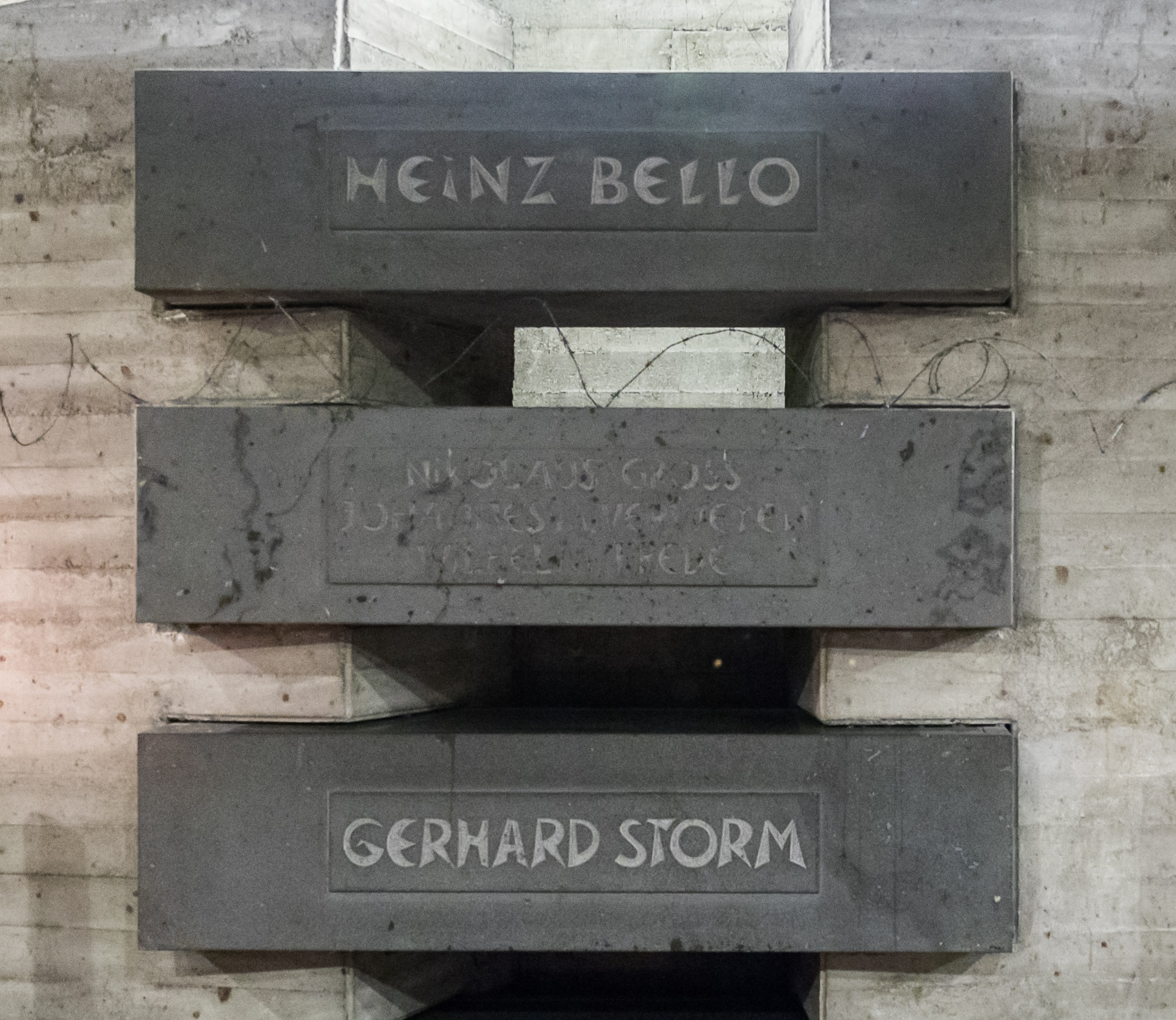
Kenotaph (mittig) für Nikolaus Groß, Johannes Maria Verweyen und Wilhelm Frede in der Krypta von St. Viktor in Xanten.

Wegen Verweyens offener Kritik an den Ideen des Nationalsozialismus entzog man ihm 1934 zunächst die Lehrerlaubnis. Da er aber weiter öffentliche Vorträge hielt, verbot man 1936 – nach einem Vortrag gegen die Rassentheorie der Nazis – zusätzlich seine gesamten Schriften. Verweyen selbst wurde von der Gestapo unter strenge Überwachung gestellt und am 27. August 1941 während einer Vortragsreise, mit der er sich nun seinen Lebensunterhalt verdiente, in Frankfurt am Main im Rahmen der Aktion gegen Geheimlehren und sogenannte Geheimwissenschaften von der Gestapo verhaftet und in das Berliner Polizeigefängnis Alex überführt. Ohne Anklage oder Gerichtsverfahren verschleppte man ihn im Mai 1942 in das KZ Sachsenhausen. Verweyen ließ sich aber auch dort nicht brechen, betätigte sich als Seelsorger für seine Mithäftlinge und hielt selbst im Lager weiter seine Vorträge. Bei der Evakuierung des Lagers am 4. Februar 1945 meldete er sich freiwillig zum Transport nach Bergen-Belsen, wo er am 7. Februar ankam und am 21. März 1945 – kurz vor der Befreiung – an Fleckfieber verstarb.

## Ehrungen
- In Bonn-Endenich wurde am 24. März 1960 eine Straße nach Verweyen benannt. Ebenfalls in Düsseldorf-Kaiserswerth und in seinem Geburtsort Bedburg-Hau-Till wurde jeweils eine Straße nach ihm benannt.
- Die katholische Kirche hat Johannes Verweyen als Glaubenszeugen in das deutsche Martyrologium des 20. Jahrhunderts aufgenommen.
- An ihn und weitere christliche Widerstandskämpfer wurde im November 2022 in der Ausstellung „Märtyrer – christliche Gewaltopfer der NS-Zeit“ des Landtags NRW erinnert.[3][4]
- In der Krypta der Xantener Stiftskirche St. Viktor gibt es einen leeren Sarkophag mit den Namen von drei „Glaubenszeugen“, darunter Verweyen.

## Schriften (Auswahl)
- Philosophie des Möglichen. Grundzüge einer Erkenntniskritik. Hirzel, Leipzig 1913
- Naturphilosophie. Teubner, Leipzig 1915; Reprint: Nabu Press 2010, ISBN 1-174-92261-3
- Vom Geist der deutschen Dichtung. Röhrscheid, Bonn 1917
- Der Edelmensch und seine Werte. Eine Charakterlehre neuer Prägung. Reinhardt, München 1919
- Neuere Hauptrichtungen der Philosophie. Velhagen & Klasing, Bielefeld 1920
- Form als Wesenausdruck. Anthropos, Prien 1921
- Die Philosophie des Mittelalters. Vde Gruyter, Berlin 1921 (Digitalisat).
- Der religiöse Mensch und seine Probleme. Reinhardt, München 1922; Reprint: Kessinger 2010, ISBN 1-160-07107-1
- Der soziale Mensch und seine Grundfragen. Reinhardt, München 1924
- Deutschlands geistige Erneuerung. Quelle & Meyer, Leipzig 1924
- Aus Bewusstseins Tiefen. Wolkenwanderer, Leipzig 1924
- Religion und Kultur. Quelle & Meyer, Leipzig 1925
- Betrachtung über Mystik. Wolkenwanderer, Leipzig 1926
- Meisterung des Lebens. Reissner, Dresden 1926
- Wagner und Nietzsche. Strecker & Schröder, Stuttgart 1926
- Die Probleme des Mediumismus. Enke, Stuttgart 1928
- Der neue Mensch und seine Ziele. Menschheitsfragen der Gegenwart und Zukunft. Hädecke, Stuttgart 1930
- Praktische Menschenkenntnis und richtige Menschenbehandlung. Süddeutsches Verlagshaus, Stuttgart 1934
- Das Vaterunser. Betrachtungen und Gedanken. Franke, Breslau 1936
- Welt und Welten. Grundlegung einer Weltanschauung. Franke, Breslau 1936
- Zurück zu Christus. Ein Buch der Einkehr und Umkehr. Franke, Breslau 1937
- Wesen und Sinn des Lebens. Widder, Leipzig 1939
- Leben und Mysterien. Franke, Breslau 1939
- Heimkehr, eine religiöse Entwicklung. Franke, Breslau 1941
- Seelenstimmungen in Hymnen. Boss, Kleve 1950